# Béla II av Ungern
Bela II (född cirka 1109 i Esztergom, död 13 februari 1141; begravd i Székesfehérvár) var kung av Ungern 1131-1141. 
Han var son till Álmos, hertig av Kroatien. Bela II kallades också "den Blinde", då han som gosse bländades på befallning av Koloman, flydde till Bysans och återkallades därifrån av Stefan II av Ungern, och blev 1131 dennes efterträdare som kung. Han tillbakavisade med framgång flera försök från kusinen Boris att störta honom. Han var far till Géza II av Ungern och Laszlo II av Ungern.